# El Colombiano (Bogotá)
El Colombiano war eine im Jahr 1900 von General Daniel Angulo gegründete zwei Mal wöchentlich erscheinende Zeitung in Bogotá, Kolumbien.

## Geschichte
Am 24. Dezember 1900 publizierte Daniel Angulo die erste Ausgabe von El Colombiano, eine „politische, religiöse, literarische, erzählerische und unterhaltende Zeitung“. Das Blatt wurde in seiner eigenen Druckerei in Bogotá gedruckt. Zunächst erschien es dienstags und freitags, später mittwochs und samstags. Es hatte das Format eines Tabloids, anfangs mit vier, später mit fünf Spalten. Das Abonnement für 50 Ausgaben kostete 2 Pesos und 40 Centavos, dasjenige für 25 Ausgaben kostete 1 Peso und 20 Centavos. Die Einzelausgabe wurde für 5 Centavos verkauft. Ab dem 12. April 1901 übernahm Euclides de Angulo Bucheli, der Sohn des konservativen Generals Diego Euclides de Angulo, die Leitung der Zeitung.

## Inhalte
In der Zeitung wurden unter anderem die Ereignisse des Tausendtagekriegs (Guerra de los Mil Días) sowie die Eröffnung des Panamakanals dokumentiert. Es erschienen auch Meinungsbeiträge, die zur Stützung der damaligen Regierung unter Präsident José Manuel Marroquín beitrugen. Zusätzlich enthielt jede Ausgabe zwei Seiten Werbung, jeweils auf der ersten und der letzten Seite. In der Ausgabe Nr. 256 wurde eine Rede des Dichters und Politikers Guillermo Valencia veröffentlicht, die dieser am 15. Juli 1903 in der Sitzung der Abgeordnetenkammer zum Thema der Pressefreiheit gehalten hatte.

## Autoren
Während der vierjährigen Erscheinungszeit von El Colombiano schrieben zahlreiche prominente konservative Persönlichkeiten für das Blatt, darunter die Generäle Manuel Casabianca, Próspero Pinzón, Rafael Reyes und Ramón González Valencia. Auch namhafte Intellektuelle und Politiker wie José Vicente Concha, Antonio Sanclemente, José Manuel Marroquín sowie die Schriftsteller Víctor M. Londoño, Rafael Pombo, José María Caro Grau, Luis Trigueros und José María Carrasquilla zählten zu den Autoren.
Die Zeitung war der Namensgeber für die 1912 von Francisco de Paula Pérez Tamayo in Medellín gegründete Tageszeitung El Colombiano.